# نیسان گلوریا وای۳۱

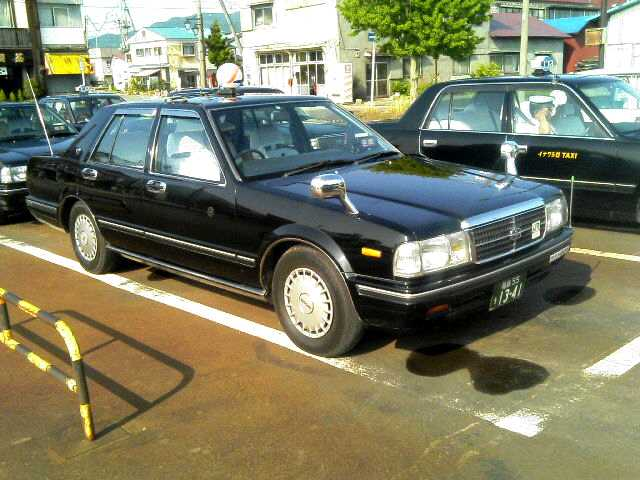

نیسان گلوریا وای۳۱ (Nissan Gloria Y31) خودرویی است که از سال ۱۹۸۷ تا ۱۹۹۹ hardtop۱۹۸۷-کنون sedanتولید شده‌است.
طراحی آن خودروهای موتور جلو-محور عقب بوده طول آن در حالت طبیعی ۴٬۶۹۰ میلیمتر (۱۸۴٫۶ اینچ)، عرض آن در حالت طبیعی ۱٬۶۹۵ میلیمتر (۶۶٫۷ اینچ)، ارتفاع آن در حالت طبیعی ۱٬۴۴۵ میلیمتر (۵۶٫۹ اینچ) و وزن آن در حالت طبیعی ۱٬۳۸۰ کیلوگرم (۳٬۰۴۰ پوند) است. سیستم جعبه‌دندهٔ آن به دو صورت خودکار و دستی است.